# 美洲水鼬
美洲水鼬（俗稱水貂）是鼬科的一个半水栖物种，原产自北美洲，但由于人类的活动，其分布范围已经扩张至欧洲、南美洲的诸多地区。由于分布范围较广，美洲水鼬被國際自然保護聯盟认定为无危物种。 自从海貂绝种以来，美洲水鼬成为水鼬属唯一一个现存的物种。美洲水鼬是一种肉食動物，进食大鼠、鱼类、 甲壳动物、蛙类和鸟类。在欧洲，由于是外來物種，它已经被归类为入侵物种——人们认为它与歐洲水鼬、比利牛斯鼬鼹和水䶄种群数量的减少有着直接的关系。此外，美洲水鼬也经常被人为饲养以取其毛皮。它是世界上最常见的生产毛皮的动物，在经济活动中的重要性超过了銀狐、紫貂、貂屬和臭鼬。
2020年爆發的2019冠狀病毒病疫情，被發現極易在水貂養殖場蔓延並產生變異病株，導致丹麥、西班牙、荷蘭、美國等主要水貂毛皮生產國都陸續撲殺共1700多萬隻水貂。